# Горы Краснодарского края
Краснодарский край географически расположен в Юго-Западной части Северного Кавказа. Территория края разделяется на две резко отличающиеся части. Северная равнинная часть представляет собой Кубанскую низменность. Южная часть образована различными хребтами Западного Кавказа, примыкающими к ним предгориями и узкой лентой Черноморского побережья. Две трети края по территории относятся к равнинным областям, одна треть - к горным.
Высшая точка Краснодарского края — гора Цахвоа (3346 м), расположенная в Мостовском районе на территории Кавказского государственного природного биосферного заповедника.

## География
Горы Краснодарского края начинаются возвышенностями в районе города Анапы и, простираясь в направлении на юго-восток до границ Ставропольского края и Абхазии на 340 км, в районе города Сочи достигают высоты более 3000 м над уровнем моря. До высоты 600—700 м над уровнем моря горы покрыты смешанным широколиственным лесом, в среднегорном поясе (700—800 м) преобладают буковые леса, на высоте 900—1900 метров произрастают пихты, ели, берёзовое и буковое криволесье, и уже выше можно встретить альпийские луга.
Горы Краснодарского края, как и Кавказские горы в целом входят в систему Альпийско-гималайского или Средиземноморского складчатого пояса и потому подвержены постоянным тектоническим подвижкам. Центральная осевая часть Кавказских гор сложена древними горными породами (гранитами, гнейсами, кристаллическими сланцами, кварцевыми диоритами). Их возраст достигает 700 млн. лет. Северные склоны Кавказского хребта более пологие по сравнению с более крутыми южными склонами. Северные и южные склоны сложены более молодыми горными породами, среди которых в большом количестве встречаются известняки, доломиты, песчаники, мергели мезозойского и кайнозойского периода. Высотные отметки гор увеличиваются постепенно с северо-запада на юго-восток. В районе Новороссийска отметки достигают 300 — 700 м над уровнем моря. У Туапсе — 1000 — 1500 м, к востоку от Сочи — от 2000 до 3000 м и выше. Хорошо известны такие горные вершины, как Фишт (2868 м), Оштен (2804 м), Акарагварта (3190,4 м), Северный Псеашхо (3256,9 м), Чугуш (3237,8 м). Самой высокой вершиной Краснодарского края является  Цахвоа (3345,9 м), находящаяся в боковом хребте Герцена и в междуречье рек Безымянка, Малая Лаба и Цахвоа.
Горные хребты в пределах Краснодарского края расположены в основном параллельно, ближе к широтному направлению. В восточной части гор есть исключения:  хребты Уруштен, Аспидный, Герцена, которые расположены в меридиональном направлении. Иногда встречается и радиальное расположение хребтов с горным узлом посредине: хребты Агой, Почепсухо, гора Большая и Малая Чура. Западный участок Большого Кавказа на территории Краснодарского края состоит из ряда водораздельных хребтов. В районе Новороссийска располагается хребет Маркотх, за которым следуют Коцехур и гора Папай. В районе Сочи от горы Чугуш простирается Главный Кавказский, или Водораздельный, хребет с высотами от 400 м до 3345,9 м ( вершина Цахвоа). К северу от Главного хребта находится Боковой хребет. Высоты его от 430 м в бассейне реки Адагум до 3214 м в бассейне реки Большая Лаба. Севернее Бокового расположен Передовой хребет с максимальной точкой 2368 м (гора Большой Тхач). Ещё севернее от Передового хребта выделяется зона асимметричных, пологонаклонных куэстовых хребтов. Наиболее значимые из них — Скалистый, Пастбищный и Лесистый.
Вдоль всех южных склонов гор Краснодарского края, от Анапы до границы с Абхазией, проходящей по реке Псоу,  протянулась прибрежная полоса — Черноморское побережье. Его протяженность около 400 км. Побережье изрезано глубокими ущельями рек, впадающих в Чёрное море. Часто их называют «щели» (Мамедова щель, Каткова щель и др.). Эти глубокие ущелья ("щели") имеют вид каньонов. Интересно и широко известно ущелье Ахцу, которое представляет собой трёхкилометровый каньон, образованный рекой Мзымта в районе пересечения ею хребта Ахцу. Ширина ущелья 30 м по дну, высота боковых стен достигает 1300 м, а общая длина 82 км.
В районе Сочи Главный Кавказский хребет удаляется от моря на расстояние до 40 км, протягиваясь горными хребтами, высота которых увеличивается от 663 м (гора Ахун) на юге до Турьих гор (2600 м) и горы Чугуш (3237 м) на севере. Многие горы сложены известняками и изобилуют карстовыми формами рельефа (пещерами, воронками, шахтами). Уникальным карстовым массивом является хребет Алек, протянувшийся на расстояние 15-18 км параллельно берегу моря. Здесь обнаружено около 40 пещер и шахт. Осенняя-Назаровская шахта имеет глубину более 500 м, Заблудших — 470 м. В верховьях реки Кудепста располагается система Воронцовских пещер — памятник природы, охраняемый государством.
Горный рельеф Краснодарского края формируют внутренние и внешние процессы. К внутренними относятся такие явления, как землетрясения, вулканическая деятельность, медленные колебания суши. Так как Краснодарский край расположен в зоне, прилегающей к Кавказским горам, он относится к числу сейсмоопасных районов. Сила подземных толчков может достигать 8 баллов по шкале Рихтера. По данным ученых, в северной части края сила толчков — 6 баллов, а в южной — до 7- 8 баллов. В 1978 г. и в 2002 г. в Краснодаре наблюдались землетрясения силой от 4 до 5 баллов. Вследствие движения земной коры образуются различные формы рельефа: поднятия, впадины, разломы, хребты-куэсты (Скалистый хребет), нагорья (Лагонакское нагорье), ущелья, каньоны, гигантские рвы, замкнутые котловины. Некоторые мысы (Малый и Большой Утриш) образовались в результате смещения и сползания вниз огромных участков горных массивов. В результате тектонических подвижек образовалось Озеро Абрау. Наиболее интересными формами, связанными с движениями земной коры, являются грязевые вулканы. Медленные колебания земной коры приводят к опусканиям и поднятиям суши. Так, по данным ученых, горы Большого Кавказа растут на 2 — 3 мм в год, а в дельте реки Кубани, у побережья Азовского моря, наблюдается опускание суши.
Образовавшийся под влиянием внутренних сил Земли, горный рельеф Краснодарского края подвергается воздействию различных типов ветровой и водной эрозии, образуя при этом новые формы. Так, например, с процессом разрушения горных пород водой связано образование овражно-балочного рельефа, живописных ущелий, таких как  Гуамское ущелье, причудливых форм рельефа, таких как  скала Киселева. В формировании горного рельефа Краснодарского края свою роль играют ледники, которые образуют морены, троговые долины, горные цирки, горные озёра. Для предгорных районов края характерен оползневой рельеф, который наносит значительный ущерб хозяйственной деятельности. В результате медленного (в иных случаях — быстрого) сползания поверхностных пластов горных пород могут разрушиться транспортные пути, берега рек, постройки на склонах гор. Для борьбы с оползнями используют укрепительные сооружения. Геологическое строение, горный рельеф края, климатические условия являются причиной таких как сели, лавины.
В Апшеронском районе находится одно из самых красивейших мест Западного Кавказа, на участке между посёлками Мезмай и Гуамка, на северной окраине плато Лагонаки, Гуамский каньон. Длина ущелья вдоль реки Курджипс составляет 3 км, высота стен 400 м, а ширина сужается до 2 м.
К особо охраняемым объектам отнесены карстовые пещеры: Фанагорийские, Большая Азишская, Воронцовская (входит в состав Воронцовской системы пещер). Протяженность Большой Азишской пещеры составляет 635 метров с фантастически нагромождением сталактитов и сталагмитов в южной части хребта Азиш-Тау. Красивейшими произведениями природы являются Гибиусские водопады на реке Тешебс, Пшадские водопады, Агурские, «33 водопада» в долине реки Шахе.

## Кавказский заповедник
В горах Краснодарского края находится множество природных объектов, находящихся под охраной государства. Одним из первых в стране в 1924 году создан Кавказский государственный природный биосферный заповедник. Наиболее интересен он в ботаническом и зоологическом отношениях. Флора заповедника насчитывает 30 тысяч видов, много среди них реликтов. Более 70 видов млекопитающих, 241 вида птиц, 19 видов пресмыкающихся, 10 видов земноводных обитает на территории Кавказского заповедника. Нельзя не отметить, что в Красную книгу России занесено 32 редких вида позвоночных животных. В последние десятилетия популяция зубра находится на грани исчезновения.

## Сочинский национальный парк
На берегу Чёрного моря находятся курортные микрорайоны города Сочи. Среди них микрорайон Дагомыс города-курорта Сочи, который является не только наиболее благоустроенным местом Кавказа, но и известен также как центр горного туризма. Веером расходятся отсюда горные тропы. Они ведут в живописные места Сочинского национального парка и Кавказского заповедника.
Сочинский национальный парк был создан в 1986 году. Площадь его составляет 191,4 тысяч га. На его территории расположен уникальный горноклиматический курорт Красная Поляна, пользующийся широкой популярностью в России и за рубежом.
Минеральные источники долин рек Мацеста, Агура и Хоста, протекающие по территории Сочи, помогли городу сложиться как бальнеологическому и климатическому курорту. Слава о «счастливых родниках» гремела, и к ним стекались страждущие со всего света. Именно этим целебным водам обязано создание множества санаториев на территории города Сочи.

## Горный массив Фишт
Группа Фишт, горный массив в западной части Главного Кавказского хребта. Он образован тремя вершинами: Фишт (2853,9 метра), Пшехо-Су (2743 метра), Оштен (2804 метра), хребтами Каменное Море, Нагой-Чук (2467 м).
На горах Фишт и Пшехо-су находятся самые западные ледники Кавказа. Наиболее крупный из них спускается с северного склона горы Фишт. Его площадь достигает примерно одного квадратного километра. Вблизи ледников встречается много моренных отложений, округлых валунов, а также котловины, воронки, колодцы, шахты и пещеры, множество мелких карстовых и ледниково-карстовых озёр, самое крупное из которых Псенодах. Озеро Псенодах имеет форму полумесяца. Его длина составляет около 165 метров, ширина 72,5 метра. Глубина 0,2-0,8 м.
На склонах массива Фишт произрастает около 540 видов растений, 120 из них характерны только для районов Кавказа.
От селения Бабук-Аул, расположенного на высоте 640 метров над уровнем моря и к северу от Солохаула, начинаются две тропы: одна, идущая на север, набрав высоту 1200 метров, минует лес и по лугам ведёт к озеру Хуко. Озеро Хуко находится на гребне Главного Кавказского хребта, в пяти километрах к западу от Черкесского перевала, в шести километрах от горы Фишт на высоте 1744 м. Вдоль его берегов даже летом кое-где лежит снег. В двух километрах к востоку от озера находится гора Хуко. Её высота достигает 1901 метр. Другая тропа от Бабук-Аула ведёт в горы на северо-восток.
Перевал Гузерипль расположен между массивом горы Оштен и горой Гузерипль на высоте около 2000 метров над уровнем моря. Он связывает верховье левых притоков реки Белой — рек Мутный Тепляк и Армянка. В окрестностях перевала раскинулись альпийские луга. Отсюда открывается великолепная панорама Кавказский гор: хребта Каменное Море, гор Фишт, Оштен и других.